# Adam Marciniak
Adam Marciniak (ur. 28 września 1988 w Łodzi) – polski piłkarz występujący na pozycji. Dwukrotny reprezentant Polski.

## Kariera

### Klub
W Ekstraklasie zadebiutował wiosną 2007 w barwach ŁKS stając się kluczowym graczem drużyny. Zagrał w 13 spotkaniach zdobywając 1 bramkę. Marciniak odmówił gry w reprezentacji młodzieżowej na turnieju przygotowującym do mistrzostw świata. Mimo tego wydarzenia po sezonie zmienił barwy klubowe – wspólnie z Tomaszem Hajtą przeniósł się do Górnika Zabrze za cenę 1,1 mln złotych. Kosztowali odpowiednio 900 tys. i 200 tys. złotych. W 2008 przebywał na testach piłkarskich w FC Basel. Następnie z Górnika Zabrze wypożyczany był do Śląska Wrocław i Łódzkiego Klubu Sportowego. Od lipca 2012 grał dla Cracovii z którą podpisał 3-letni kontrakt. W czerwcu 2015 Adam Marciniak podpisał dwuletni kontrakt z wicemistrzem Cypru AEK Larnaka, w którym zadebiutował 30 lipca 2015 w przegranym 0-3 meczu III rundy eliminacyjnej Ligi Europy z francuskim FC Girondins de Bordeaux. 26-letni obrońca rozegrał całe spotkanie. 5 lipca 2016 podpisał umowę z Arką Gdynia, w której grał do końca 2020. W styczniu 2021 podpisał 2,5-letni kontrakt ze swoim macierzystym klubem, ŁKS-em. W 2024 ogłosił zakończenie kariery piłkarskiej.

### Reprezentacja

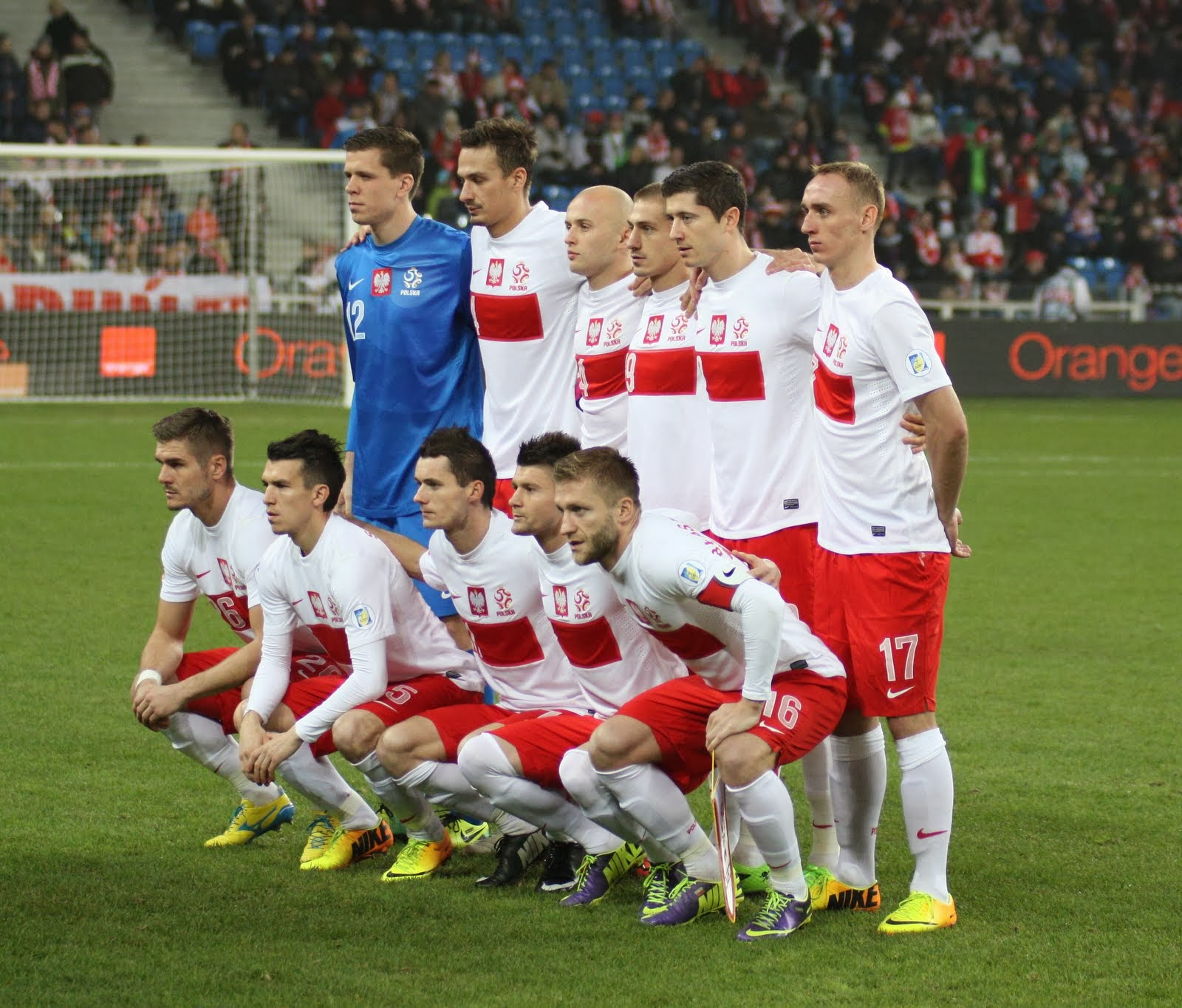
Adam Marciniak (górny rząd, pierwszy z prawej) przed meczem z Irlandią (2013)

5 listopada 2013 został powołany przez trenera reprezentacji Polski Adama Nawałkę na dwa mecze towarzyskie ze Słowacją i Irlandią. 15 listopada 2013 roku zadebiutował w reprezentacji wchodząc na ostatnie minuty w meczu ze Słowacją, natomiast w meczu z Irlandią rozegrał 90 minut.

## Statystyki kariery klubowej
Aktualne na 30 sierpnia 2019:
| Klub               | Sezon              | Liga                      | Liga  | Liga   | Puchar kraju | Puchar kraju | Europa | Europa | Inne  | Inne   | Suma  | Suma   |
| Klub               | Sezon              | Liga                      | Mecze | Bramki | Mecze        | Bramki       | Mecze  | Bramki | Mecze | Bramki | Mecze | Bramki |
| ------------------ | ------------------ | ------------------------- | ----- | ------ | ------------ | ------------ | ------ | ------ | ----- | ------ | ----- | ------ |
| ŁKS Łódź           | 2005/2006 w        | II liga                   | 1     | 0      | 0            | 0            | –      | –      | –     | –      | 1     | 0      |
| ŁKS Łódź           | 2006/2007          | Ekstraklasa               | 13    | 1      | 1            | 0            | –      | –      | 4     | 0      | 18    | 1      |
| ŁKS Łódź           | 2008/2009 j        | Ekstraklasa               | 16    | 0      | 2            | 0            | –      | –      | 3     | 0      | 21    | 0      |
| ŁKS Łódź           | Ogólnie            | Ogólnie                   | 30    | 1      | 3            | 0            | 0      | 0      | 7     | 0      | 40    | 1      |
| Górnik Zabrze      | 2007/2008 j        | Ekstraklasa               | 1     | 0      | 0            | 0            | –      | –      | 4     | 0      | 5     | 0      |
| Górnik Zabrze      | 2008/2009 w        | Ekstraklasa               | 5     | 1      | 0            | 0            | –      | –      | –     | –      | 5     | 1      |
| Górnik Zabrze      | 2009/2010          | I liga                    | 6     | 0      | 1            | 0            | –      | –      | –     | –      | 7     | 0      |
| Górnik Zabrze      | 2010/2011          | Ekstraklasa               | 21    | 0      | 2            | 0            | –      | –      | –     | –      | 23    | 0      |
| Górnik Zabrze      | 2011/2012          | Ekstraklasa               | 27    | 1      | 1            | 0            | –      | –      | –     | –      | 28    | 1      |
| Górnik Zabrze      | Ogólnie            | Ogólnie                   | 60    | 2      | 4            | 0            | 0      | 0      | 4     | 0      | 68    | 2      |
| Śląsk Wrocław      | 2007/2008 w        | II liga                   | 8     | 0      | 0            | 0            | –      | –      | –     | –      | 8     | 0      |
| Śląsk Wrocław      | Ogólnie            | Ogólnie                   | 8     | 0      | 0            | 0            | 0      | 0      | 0     | 0      | 8     | 0      |
| Cracovia           | 2012/2013          | I liga                    | 30    | 1      | 2            | 0            | –      | –      | –     | –      | 32    | 1      |
| Cracovia           | 2013/2014          | Ekstraklasa               | 36    | 1      | 0            | 0            | –      | –      | –     | –      | 36    | 1      |
| Cracovia           | 2014/2015          | Ekstraklasa               | 34    | 1      | 4            | 0            | –      | –      | –     | –      | 38    | 1      |
| Cracovia           | Ogólnie            | Ogólnie                   | 100   | 3      | 6            | 0            | 0      | 0      | 0     | 0      | 106   | 3      |
| AEK Larnaka        | 2015/2016          | Protathlima A' Kategorias | 24    | 2      | 0            | 0            | 1      | 0      | –     | –      | 25    | 2      |
| AEK Larnaka        | Ogólnie            | Ogólnie                   | 24    | 2      | 0            | 0            | 1      | 0      | 0     | 0      | 25    | 2      |
| Arka Gdynia        | 2016/2017          | Ekstraklasa               | 30    | 2      | 6            | 1            | –      | –      | –     | –      | 36    | 3      |
| Arka Gdynia        | 2017/2018          | Ekstraklasa               | 28    | 2      | 4            | 0            | 2      | 0      | 1     | 0      | 35    | 2      |
| Arka Gdynia        | 2018/2019          | Ekstraklasa               | 34    | 1      | 1            | 0            | –      | –      | 1     | 0      | 36    | 1      |
| Arka Gdynia        | 2019/2020          | Ekstraklasa               | 6     | 0      | 0            | 0            | –      | –      | –     | –      | 6     | 0      |
| Arka Gdynia        | Ogólnie            | Ogólnie                   | 98    | 5      | 11           | 1            | 2      | 0      | 2     | 0      | 113   | 6      |
| Ogólnie w karierze | Ogólnie w karierze | Ogólnie w karierze        | 320   | 12     | 24           | 1            | 3      | 0      | 13    | 0      | 360   | 13     |

## Statystyki kariery reprezentacyjnej
| Reprezentacja | Rok     | Mecze | Bramki |
| ------------- | ------- | ----- | ------ |
| Polska        | 2013    | 2     | 0      |
| Łącznie       | Łącznie | 2     | 0      |

| Mecze i gole w reprezentacji | Mecze i gole w reprezentacji | Mecze i gole w reprezentacji | Mecze i gole w reprezentacji | Mecze i gole w reprezentacji | Mecze i gole w reprezentacji | Mecze i gole w reprezentacji |
| #                            | Data                         | Miasto                       | Przeciwnik                   | Gol                          | Wynik                        | Rozgrywki                    |
| ---------------------------- | ---------------------------- | ---------------------------- | ---------------------------- | ---------------------------- | ---------------------------- | ---------------------------- |
| 1.                           | 15 listopada 2013            | Wrocław, Polska              | Słowacja                     |                              | 0:2                          | Mecz towarzyski              |
| 2.                           | 19 listopada 2013            | Poznań, Polska               | Irlandia                     |                              | 0:0                          | Mecz towarzyski              |